# Krystyna Milczarek
Krystyna Milczarek (ur. 6 lutego 1947 r. w Ludwigsburgu w rejencji Stuttgart, zm. 6 kwietnia 2021 r. w Przasnyszu) – polska poetka i animator kultury. 
Była adoptowaną córką Emila i Marii Wolińskich. Biologicznych rodziców nie poznała nigdy. Dzieciństwo spędziła na wsi. W 1960 r. przyjechała na Śląsk do Tarnowskich Gór. Ukończyła Seminarium Nauczycielskie, pracowała w przedszkolu i szkole. W 1993 r. przeprowadziła się do Żyrardowa. Tam od 1996 r. brała udział w Żyrardowskich Warsztatach Literackich (później: Żyrardowskie Wieczory Literackie). W 2000 r. przeniosła się do Przasnysza, gdzie założyła Klub Literacki „Przaśnik”. Była jego prezeską przez prawie 14 lat. W ostatnich latach życia związana była z Grupą Historyczno-Literacką „Styl” i Klubem Literackim „Jantar”. Organizowała wieczory literackie, integrujące poetów różnych miast mazowieckich oraz cykliczne spotkania z poezją dla niepełnosprawnych. Przez wiele lat należała do Towarzystwa Przyjaciół Ziemi Przasnyskiej, była aktorką Teatru Trzech Pokoleń w Przasnyszu i Teatru nad Węgierką, kolekcjonowała pocztówki.
Wydała dwa tomiki poezji: Stracone nadzieje (2005) i Sercem wybrane (2018). Jej wiersze znalazły się m.in. w wydanej przez ŻWL antologii Gore! (2000), w almanachu poetów przasnyskich Na receptę (2003), w zbiorku poetów przasnyskich wydanym z okazji V Światowych Dni Poezji (2005), w tomiku wspólnym z poetami Mławy Zbliżenia (2007), w antologii poezji żyrardowskiej ŻWL: W żyroskopie, 1996/7–2006/7 (2007), almanachu KL „Przaśnik” Z przaśnych opłotków (2010), almanachach Umajona Mława (2012) i Cienie małych tęsknot (Przasnysz 2017), wyborze legend i wierszy Mława uwodzi... (2016) oraz w antologii Metafora Współczesności Krajobrazy 2019 (Kraków 2019). Wiersze Krystyny Milczarek opublikowane zostały również w zbiorkach będących plonem Przeglądu Twórczości Literackiej Emerytów i Rencistów w Sierpcu, gdzie wielokrotnie zdobywała nagrody i wyróżnienia: Pokłosie (2007), Dziękuję Ci (2008), Purpura jesieni (2009), Rozmowa z ciszą (2010), Namaluj mnie życiem Panie… (2011). W 2014 r. otrzymała Medal Stanisława Ostoja-Kotkowskiego w kategorii Medal Honorowy. Kierowany przez nią Klub Literacki „Przaśnik” został wyróżniony Medalem Powiatu Przasnyskiego (2010).